# Fuego en la sangre
Fuego en la sangre é uma telenovela mexicana produzida por Salvador Mejía Alejandre para a Televisa e exibida pelo Las Estrellas entre 21 de janeiro a 2 de novembro de 2008 em 206 Capítulos, substituindo Pasión e Sendo Substituída por Mañana es para siempre 
Adaptada por Liliana Abud, é um remake das novelas colombianas Las aguas mansas e Pasión de Gavilanes, produzidas em 1994 e 2003, respectivamente. 
A trama é protagonizada por Adela Noriega, Eduardo Yáñez, Elizabeth Álvarez, Jorge Salinas, Nora Salinas e Pablo Montero e antagonizada por Diana Bracho, Guillermo García Cantú, Ninel Conde, Susana Zabaleta.
Foi a última novela protagonizada por Adela Noriega, que abandonou as novelas desde então e do primeiro ator Joaquín Cordero, que veio a falecer em 2013.

## Enredo
Uma pequena cidade chamada Cidade de Serdan, no estado de Puebla, vivem os irmãos Reyes, Juan, Oscar, Franco e Líbia. Esta última mantém um relacionamento com Bernardo Elizondo, proprietário da Fazenda San Agustín, que vive um tempestuoso casamento com Gabriela Acevedo, uma pessoa fria, autoritária e amarga. Depois da morte de Bernardo pelas mãos de Fernando Escandón, o seu genro, Líbia está no funeral onde ela é expulsa por Gabriela. Líbia corre para o rio, e chora desconsoladamente. Fernando ainda está lá e a mata para evitar que o filho que esperava goze da fortuna deixada por Bernardo.
Todos pensam que Líbia cometeu suicídio depois de saber que Bernardo era casado. Então, seus irmãos juram diante de seu túmulo se vingarem de alguma forma de Bernardo Elizondo e as três filhas dele serão sua vingança. Eles chegam à fazenda com a ajuda de Eva, fiel governanta da fazenda e se passam por pedreiros que irão construir uma pequena cabana onde possam viver Sofia e Fernando.
Sofia é a filha mais velha de Bernardo. Depois de estuprada, ela foi casada a força por Gabriela com Fernando. A presença dos Reyes perturba as irmãs Elizondo. Juan se apaixona por Sofia, Jimena por Oscar e Sarita por Franco. Embora os três tinham concordado em namorar as Elizondo e depois abandoná-las com o coração partido se apaixonam por elas. Juan descobre uma mulher sensível e amável em Sofia, Jimena e Oscar têm o mesmo coração selvagem e rebelde e Franco e Sarita são almas gêmeas sensíveis e poéticas. Esta situação dificulta o desejo de vingança dos Reyes.
No entanto, os três percebem que seu amor é impossível por causa do juramento de vingança que fizeram a sua irmã e do péssimo caráter de Gabriela, que, com a presença dos Reyes, recorda um passado amor e os três irmãos o instrumento de sua vingança.
Logo, as Elizondo descobrem a verdadeira razão pela qual os Reyes estavam perto delas: Sofia tem uma filha com Juan, que é sequestrado por Fernando Escandón, por ordens da malvada Gabriela. Além disso, após o divórcio de Sofia e Fernando, este se casa com Gabriela com a intenção de roubar sua fortuna.
Além disso, Os Reyes enfrentam outro problema, que é o de descobrir o assassino de seus pais, colocando como suspeitos o falecido Bernardo Elizondo, Ricardo Uribe, e inclusive Gabriela Elizondo. Ao descobrir que a terra dos Uribe pertence a eles, expulsam essa família. Assim, deve agora enfrentar o regresso de Ricardo Uribe, as loucuras de Raquel Uribe e Ruth Uribe, filhas dele. Nos últimos dias, as verdades são reveladas: Ricardo Uribe matou os pais dos Reyes, por um capricho de Gabriela, que era sua amante, com quem tiveram uma filha: Ruth Uribe. Isto explica porque o medo e a loucura de Raquel Uribe foram causados por que ela não podia ter filhos. Resultou Sofia a verdadeira filha dele.
As mortes dos Uribe começaram a chegar, começando com o assassinato de Raquel Uribe, por seu próprio marido Ricardo Uribe. Ricardo, que está enfrentando os Reyes, é mordido por uma cobra e cai. Nos capítulos finais, Ruth foi morta por Fernando Escandón.
No final, Fernando Escandón, finge sua morte e assim sequestra Sofia, e confessa a ela que a estuprou e todos os seus outros crimes, mas Juan a resgata e tem uma luta com Fernando, que, se sentindo encurralado, comete suicídio com uma bala na nuca. Entretanto, Gabriela Acevedo, tendo sido enterrada (e todos acreditavam que havia morrido com um veneno que a mantém em sono), desperta na sepultura e grita por ajuda. Sua claustrofobia a deixa louca, e ela grita o nome de Fernando como um traidor, por não ter desenterrado ela, mas Fernando já estava morto. Gabriela morre asfixiada em seu caixão, em poucas palavras: enterrada viva.
Os Reyes e as Elizondo casam-se no mesmo dia na igreja do padre Tadeu, e vivem felizes na terra de João, Oscar e Franco Reyes.

## Elenco
| Ator/Atriz              | Personagem                                                              |
| ----------------------- | ----------------------------------------------------------------------- |
| Adela Noriega           | Sofía Elizondo Acevedo de Escandón / Sofía Elizondo Rodriguez de Robles |
| Eduardo Yáñez           | Juan Robles Reyes                                                       |
| Elizabeth Álvarez       | Jimena Elizondo Acevedo de Robles                                       |
| Jorge Salinas           | Óscar Robles Reyes                                                      |
| Nora Salinas            | Sara "Sarita" Elizondo Acevedo de Robles                                |
| Pablo Montero           | Franco Robles Reyes                                                     |
| Diana Bracho            | Gabriela Acevedo de Elizondo de Escandón                                |
| Guillermo García Cantú  | Fernando Escandón                                                       |
| María Sorté             | Eva Rodríguez                                                           |
| Susana Zabaleta         | Ruth Uribe Santos / Ruth Uribe Acevedo                                  |
| René Casados            | Padre Tadeo                                                             |
| Ninel Conde             | Rosario Montes                                                          |
| Julissa                 | Raquel Santos de Uribe                                                  |
| Joaquín Cordero         | Agustín Acevedo                                                         |
| Patricia Reyes Spíndola | Quintina                                                                |
| Sherlyn                 | Libia Robles Reyes                                                      |
| Gilberto de Anda        | Ricardo Uribe                                                           |
| Vicente Fernández Jr.   | - Vicente "Chente" Robles                                               |
| Tony Vela               | Ricardo Uribe Jr. "El Coyote" Santos                                    |
| Sergio Acosta           | Armando Navarro                                                         |
| Aurora Clavel           | Ofelia                                                                  |
| Isaura Espinoza         | L'Hortensia                                                             |
| Rodrigo Mejia           | Benito Uribe                                                            |
| Alejandro Aragón        | octavio Uribe                                                           |
| Luis Fernando Peña      | Rigoberto                                                               |
| Radamés de Jesús        | Eladio                                                                  |
| Rebeca Manríquez        | María Caridad                                                           |
| Nora Velázquez          | María Esperanza                                                         |
| Jaime Puga              | Comissário                                                              |
| Luis Reynoso            | Rosendo                                                                 |
| Renata Flores           | Petra                                                                   |
| Juan Carlos Flores      | Tobias                                                                  |
| Juan Carlos Bonet       | Bruno Ferraño                                                           |
| Gaby Ramírez            | Eugenia                                                                 |
| José Antonio Ferral     | Saúl                                                                    |
| David Rencoret          | Dr. Gómez                                                               |
| Ricardo Vera            | Dr. Montes                                                              |

### Participações especiais
- Silvia Pinal - Santa
- Ernesto Laguardia - Juan José Robles
- Lourdes Munguia - Maria Libia Reyes de Robles
- Miriam Said - Sor Martita
- Manuel Landeta - Anselmo Cruz
- Sofía Vergara - Leonora Castañeda
- Cristián de la Fuente - Damián Ferrer
- Eduardo Capetillo - Pedro Reyes
- Niurka Marcos - Maracuya
- Carlos Bracho - Don Bernardo Elizondo
- Alma Muriel - Soledad
- Adalberto Parra - Bruxo
- Antonio Medellín - Fabio
- Roberto Vander - Gilberto Castañeda
- Sergio Reynoso - Alejandro Reyes "El Jefe"
- Sergio Mayer - Román
- Pietro Vannucci - Gonzalo
- Margarita la Diosa de la Cumbia - Margarita
- Bobby Pullido - Ele mesmo
- Intocable - Convidados

## Exibição
A trama estreou no dia 21 de janeiro de 2008, às 21h, depois que Pasión, que até então era transmitida às 21h, foi remanejada para às 22h, terminando dia 2 de novembro, em 206 capítulos, e sendo substituída por Mañana es para siempre.
Foi reprisada pelo seu canal original entre 22 de julho de 2013 e 7 de fevereiro de 2014, em 145 capítulos e sendo substituída por Rosalinda, ao meio-dia.[carece de fontes?]
Foi reprisada novamente pelo seu canal original de 27 de agosto de 2018 a 22 de março de 2019, em 150 capítulos, substituindo Mi corazón es tuyo e sendo substituída por Un refugio para el amor, ao meio-dia.
Foi reprisada pelo canal TLNovelas de 30 de novembro de 2020 a 19 de novembro de 2021, substituindo Mariana de la noche e sendo substituída por Amarte es mi pecado.

## Audiência
Teve média geral de 31.5 pontos, um sucesso para o horário.

## Dados Técnicos
- História original: Julio Jiménez
- Versão original: Liliana Abud
- Adaptação: Ricardo Fiallega
- Edição literária: Dolores Ortega
- Diretora de arte: Cristina Martinez de Velasco
- Cenografia: Diego Lazcuráin Farell
- Ambientação: Angélica Serafín
- Coordenador artístico: Gerardo Lucio
- Figurinista: Gabriela Castellanos
- Chefes de produção: Beatriz de Anda, Alfonso López
- Tema principal: Para siempre (Autor: Joan Sebastian; intérprete: Vicente Fernández)
- Música original: José Antonio “Potro” Farías
- Coordenação musical: Luis Alberto Diazayas
- Edição: Marco A. Rocha, Pablo Peralta, Alfredo Frutos Maza
- Coordenação geral: Laura Mezta
- Supervisor de edição: Adrián Frutos Maza
- Gerente de produção: Aarón Gutiérrez
- Direção de câmeras em locação: Jesús Acuña Lee
- Produtor associado: Bosco Primo de Rivera
- Direção de câmeras: Manuel Barajas
- Direção de cenas: Miguel Córcega, Edgar Ramírez e Alberto Díaz
- Produtor Executivo: Salvador Mejía Alejandre

## Prêmios e Indicações
| Categoria                    | Nomeado(a)                     | Resultado |
| ---------------------------- | ------------------------------ | --------- |
| Melhor telenovela            | Salvador Mejía Alejandre       | Venceu    |
| Melhor atriz protagonista    | Adela Noriega                  | Indicada  |
| Melhor ator protagonista     | Eduardo Yañez                  | Indicado  |
| Melhor ator protagonista     | Jorge Salinas                  | Indicado  |
| Melhor atriz antagonista     | Diana Bracho                   | Venceu    |
| Melhor ator antagonista      | Guillermo García Cantú         | Venceu    |
| Melhor atriz co-protagonista | Patricia Reyes Spíndola        | Venceu    |
| Melhor ator co-protagonista  | René Casados                   | Indicado  |
| Melhor história ou adaptação | Liliana Abud                   | Indicada  |
| Melhor direção de cena       | Miguel Córcega                 | Indicado  |
| Melhor direção de câmaras    | Miguel Barajas Jesús Acuña Lee | Indicados |